# خواجه‌لی
خواجه‌لی (صورت صحیح نام در فارسی برمبنای ریشه نام) یا خوجالی (شکل رایج‌تر در برخی منابع) (به ترکی آذربایجانی: Xocalı) که به ارمنی ایوانیان (به ارمنی: Իվանյան) نامیده می‌شود، شهری در استان آسکران جمهوری آذربایجان است. جمعیت این شهر بر اساس سرشماری سال ۲۰۱۵ میلادی، ۱۳۹۷ نفر می‌باشد.
نام خواجه‌لی به معنای «محل مربوط به خواجه» است.